# Finn Cole
Finn Cole (ur. 9 listopada 1995 w Kingston upon Thames) – angielski aktor. Odtwórca roli Michaela Graya w serialu Peaky Blinders i Joshuy „J” Cody’ego w serialu Królestwo zwierząt. Jest bratem Joego Cole’a, również aktora.
Występował w National Youth Theatre.

## Filmografia

### Filmy
(opracowano na podstawie materiału źródłowego)
- 2012: Offender jako Riot Boy
- 2015: Wizyta inspektora jako Eric Birling
- 2018: Rzeźnia jako Don Wallace
- 2019: Wyśniony świat jako Eugence Evans
- 2020: Młodzi wściekli jako Joseph Kearney
- 2021: Szybcy i wściekli 9 jako młody Jakob

### Seriale
(opracowano na podstawie materiału źródłowego)
- 2014–2022: Peaky Blinders jako Michael Gray
- 2015: Lewis jako Ollie Tedman
- 2016–2022: Królestwo zwierząt jako Joshua „J” Cody